# بجمان جمشيدي
خطأ لوا في mw.text.lua على السطر 25: bad argument #1 to 'match' (string expected, got nil).
بجمان جمشيدي (11 سبتمبر 1977 بطهران في إيران - ) هو لاعب كرة قدم إيراني في مركز الوسط. شارك مع منتخب إيران لكرة القدم. أما مع النوادي، فقد لعب مع نادي أبو مسلم خراسان ونادي باس طهران ونادي برسبوليس ونادي سايبا ونادي ستيل آذين ونادي فولاد خوزستان ونادي كشاورز.

## وصلات خارجية
- بجمان جمشيدي على موقع IMDb (الإنجليزية)
- بجمان جمشيدي على موقع قاعدة بيانات الفيلم (الإنجليزية)

- بجمان جمشيدي على موقع قاعدة بيانات كرة القدم.إي يو (الإنجليزية)
- بجمان جمشيدي على موقع ناشيونال فوتبول تيمز (الإنجليزية)
- بجمان جمشيدي على موقع Soccerway.com (الإنجليزية)